# 蒙卡尔沃
蒙卡尔沃（義大利語：Moncalvo），是意大利阿斯蒂省的一个市镇。总面积17.66平方公里，人口3290人，人口密度186.3人/平方公里（2009年）。ISTAT代码为005069。